# Market Lavington
Market Lavington est une paroisse civile et un village du Wiltshire, en Angleterre.